# Hendrik III xứ Nassau-Breda
Bá tước Henry III xứ Nassau-Dillenburg-Dietz (tiếng Đức: Heinrich III; tiếng Anh: Henry III; tiếng Hà Lan: Hendrik III; 12 tháng 1 năm 1483, Siegen – 14 tháng 9 năm 1538, Breda), Lãnh chúa, Nam tước xứ Breda (từ năm 1530), Lãnh chúa xứ Lek và xứ Dietz, v.v. là bá tước của Nhà Nassau. Ông là con trai của Bá tước John V xứ Nassau-Dillenburg và Elisabeth xứ Hesse-Marburg. Em trai của ông là William I, Bá tước xứ Nassau-Siegen (cha của Willem I xứ Oranje).
Chính cuộc hôn nhân giữa Hendrik III với Claudia xứ Châlon-Orange vào năm 1515 đã khai sinh ra Nhà Oranje-Nassau, và các hậu duệ của gia tộc này đã nắm quyền cai trị Hà Lan dưới tước vị Stadtholder trong nhiều thời kỳ ở Vùng đất thấp và từ năm 1815 cho đến nay, Oranje-Nassau trở thành một vương tộc, cai trị Vương quốc Hà Lan cho đến tận ngày nay.